# Herrería
Herrería é um município da Espanha na província de Guadalajara, comunidade autónoma de Castilla-La Mancha, de área 19,14 km² com população de 27 habitantes (2006) e densidade populacional de 1,76 hab/km².

## Demografia
| Variação demográfica do município entre 1991 e 2004 | Variação demográfica do município entre 1991 e 2004 | Variação demográfica do município entre 1991 e 2004 | Variação demográfica do município entre 1991 e 2004 |
| --------------------------------------------------- | --------------------------------------------------- | --------------------------------------------------- | --------------------------------------------------- |
| 1991                                                | 1996                                                | 2001                                                | 2004                                                |
| 41                                                  | 42                                                  | 36                                                  | 34                                                  |